# Egidius de Saeger
Egidius de Saeger (? - Brussel, 26 januari 1750) was een advocaat en edelman te Brussel in de eerste helft van de 18e eeuw. Hij was de zoon van Mathieu de Saeger (raadgever van de stad Brussel). Egidius de Saeger studeerde rechten aan de Katholieke Universiteit Leuven.
Hij was getrouwd met Marie-Jeanne Noodstock, en had vervolgens een tweede huwelijk met Catherine van Paffenrode in juni 1742. Egidius de Saeger werd in de adel verheven door keizer Karel VI op 15 augustus 1731 te Wenen: hij verkreeg erfelijke adeldom en het predicaat jonkheer (écuyer).
Zijn naam werd in sommige werken (foutievelijk) verfranst tot 'Gilles de Sagher'. 